# Peter Kraml
Peter Kraml (* 1947 in Wels; † 11. Dezember 2017) war ein österreichischer Maler, Kunsterzieher, Kultur-Journalist und -publizist sowie Ausstellungsmacher.

## Leben und Wirken
Kraml studierte an der Kunsthochschule Linz in der Meisterklasse für Malerei bei Herbert Dimmel und Alfons Ortner. Von 1973 bis zu seinem Tod war er Mitglied der Künstlervereinigung MAERZ. Von 1997 bis 1998 war er Kunstkurator der Stadt Linz. Er war langjähriger Mitarbeiter des ORF Radio Oberösterreich.
Peter Kraml war mit der Germanistin und Direktorin der Oberösterreichischen Landesbibliothek Renate Plöchl verheiratet.

## Werke (Auswahl)
Werke Kramls aus den Jahren 1995 und 1996 befinden sich in der Kunstsammlung des Landes Oberösterreich.

## Ausstellungen
- Turbulenzen der Linie, Nordico, 1999

## Publikationen
Bei den Publikationen Kramls handelt es sich häufig um Ausstellungskataloge und Aufsätze in Fachzeitschriften anlässlich von Ausstellungen.
- 1000 + 1 Nacht, Fragmentierte Erzählstücke in der gegenwärtigen Kunst (Hrsg.), Weitra, 2000, ISBN 978-3-85252-221-0, 152 S.
- Nicht nur der Maulwurf zwischen den Zeilen, Weitra, ISBN 978-3-85252-670-6, 136 S.
- Konfrontationen – Brüche – Abschiede, in: Oliver Dorfer. Signifié, 1996
- Über das Fliegen von Buchstaben als Erkenntnis zu einer Geburt der Kunst, in: Josef Bauer, 1994
- Höre wie die Fläche die Stimme färbt, in: Anatole Ak. Zeichenwetter, 1990
- Die Kunst – ein Torso, in: Dietmar Brehm. Malerei, Zeichnungen, experimentelle Filme, 1988
- KUNST/:ORT, Publikation der Stadt Linz, Linz 1998, 300 S.[2]